# OK Computer
OK Computer je tretji album angleške alternativne rock skupine Radiohead. Album je bil posnet v podeželskem Oxfordshireu in Bathu v Angliji v letu 1996 in začetku leta 1997, producent pa je bil Nigel Godrich. Izšel je 16. junija 1997. Čeprav je pri večini skladb v ospredju kitara, se OK Computer s svojim razsežnim zvokom in številnimi vplivi razlikuje od mnogih tedaj popularnih britpop in alternativnih rock albumov in pomeni temelje za poznejše bolj eksperimentalno delo skupine Radiohead. Čeprav skupina tega albuma sama ni označila kot konceptualnega, besedila in vizualno oblikovanje pudarjajo skupne teme, kot so potrošništvo, socialni razkroj, politična stagnacija in sodobni nihilizem.
OK Computer je na lestvici UK Albums Chart dosegel prvo mesto in z uvrstitvijo na 21. mesto lestvice Billboard 200 dosegel najvišje mesto Radioheadov na ameriškem tržišču do tedaj. Skupina je z njim močno pridobila na popularnosti. Leta 2007 je bil v Veliki Britaniji proglašen za trikratno platino in v ZDA za dvakratno platino. V času objave je bil deležen številnih pohval in nato med kritiki in anketami poslušalcev naveden kot eden najboljših albumov vseh časov. Leta 2015 ga je ameriška Kongresna knjižnica uvrstila v Narodni register posnetkov kot »kulturno, zgodovinsko ali estetsko pomemben« posnetek.

## Pesmi
Vse pesmi je napisala skupina Radiohead. 
| Št. | Naslov                        | Dolžina |
| --- | ----------------------------- | ------- |
| 1.  | „Airbag‟                      | 4:44    |
| 2.  | „Paranoid Android‟            | 6:23    |
| 3.  | „Subterranean Homesick Alien‟ | 4:27    |
| 4.  | „Exit Music (For a Film)‟     | 4:24    |
| 5.  | „Let Down‟                    | 4:59    |
| 6.  | „Karma Police‟                | 4:21    |
| 7.  | „Fitter Happier‟              | 1:57    |
| 8.  | „Electioneering‟              | 3:50    |
| 9.  | „Climbing Up the Walls‟       | 4:45    |
| 10. | „No Surprises‟                | 3:50    |
| 11. | „Lucky‟                       | 4:19    |
| 12. | „The Tourist‟                 | 5:24    |